# دوري غوام لكرة القدم
دوري غوام لكرة القدم هي مسابقة كرة القدم بين أندية غوام .
البطل الحالي هو كاليتي ديستريبوتورز.